# Spinnkvalster
Tetranychidae är en familj av spindeldjur. Enligt Catalogue of Life ingår Tetranychidae i överfamiljen Tetranychoidea, ordningen Prostigmata, klassen spindeldjur, fylumet leddjur och riket djur, men enligt Dyntaxa är tillhörigheten istället ordningen kvalster, klassen spindeldjur, fylumet leddjur och riket djur. Enligt Catalogue of Life omfattar familjen Tetranychidae 1265 arter. 

## Dottertaxa till Tetranychidae, i alfabetisk ordning[1][2]
- Acanthonychus
- Afronobia
- Allonychus
- Amphitetranychus
- Anatetranychus
- Aplonobia
- Aponychus
- Atetranychus
- Atrichoproctus
- Beerella
- Brevinychus
- Bryobia
- Bryobiella
- Bryocopsis
- Crotonella
- Dasyobia
- Diplonychus
- Dolichonobia
- Duplanychus
- Edella
- Eonychus
- Eotetranychus
- Eremobryobia
- Eurytetranychoides
- Eurytetranychus
- Eutetranychus
- Evertella
- Hellenychus
- Hemibryobia
- Hystrichonychus
- Lindquistiella
- Magdalena
- Marainobia
- Mesobryobia
- Meyernychus
- Mezranobia
- Mixonychus
- Monoceronychus
- Mononychellus
- Neopetrobia
- Neoschizonobiella
- Neotetranychus
- Neotrichobia
- Notonychus
- Oligonychus
- Palmanychus
- Panonychus
- Parapetrobia
- Paraplonobia
- Paraponychus
- Peltanobia
- Petrobia
- Platytetranychus
- Porcupinychus
- Pseudobryobia
- Schizonobia
- Schizonobiella
- Schizotetranychus
- Sinobryobia
- Sonotetranychus
- Stigmaeopsis
- Strunkobia
- Stylophoronychus
- Swarnanychus
- Synonychus
- Tauriobia
- Tenuipalpoides
- Tenuipalponychus
- Tetranychus
- Tetranycopsis
- Toronobia
- Tribolonychus
- Xinella
- Yezonychus
- Yunonychus